# Двигатель (деревня)
Дви́гатель — деревня в Воткинском районе Удмуртской республики, в пригороде Воткинска. Входит в состав Кварсинского сельского поселения.

## География
Расположена в 1,5 км от трассы Ижевск — Воткинск.
В деревне расположены два пруда — на реке Вогулка.

## История
Основана около 1930 года прибывшими с Вятских земель коммунарами.

## Население
| 2010 | 2012 |
| ---- | ---- |
| 381  | ↘378 |

## Инфраструктура
В настоящее время в деревне около 150 дворов. Дома — деревянные, кирпичные и железобетонные двухквартирные. Коллективное сельское производство в настоящее время отсутствует, хотя в недавнем прошлом здесь был колхоз-миллионер. Население занято в индивидуальном хозяйстве, в основном в растениеводстве — выращивает капусту, огурцы, картофель.
Имеется сельский клуб, библиотека, детский сад, два универсальных магазина.